# Under Overfladen (album)
Under Overfladen er det femte studiealbum fra den dansk popsanger Christian Brøns, der udkom i 2012. 
Musikmagasinet GAFFA gav det tre ud af seks stjerner. Det nåede to uger på Album Top-40 med en 16. plads som bedste placering.

## Spor
1. "Sommernatten Kysser Dig"
2. "Venter"
3. "Alt Hvad Jeg Har"
4. "Uadskillelige"
5. "Under Overfladen"
6. "Fuck Alle Dem..."
7. "7 Dage"
8. "Fortæl Mig"
9. "26° I Paris I Nat"
10. "Flying Back Home"